# Acanthochitona hirudiniformis
Acanthochitona hirudiniformis is een keverslakkensoort uit de familie van de Acanthochitonidae.